# Ludwig Schleiden
Ludwig Schleiden (* 4. Dezember 1802 in Aachen; † 7. September 1862 ebenda) war ein deutscher Porträt-, Historien- und Landschaftsmaler.

## Leben und Wirken
Schleiden war Schüler von Johann Baptist Joseph Bastiné an dessen Aachener Zeichenschule und ging anschließend zu weiteren Studien nach Paris. Danach war er wieder in Aachen tätig. Literarisch von Fey überliefert ist sein Historienbild Die Aachener Gertrudisnacht mit dem Tod des Jülicher Grafen Wilhelm IV., der am 16. März in Aachen getötet wurde, was einer Aachener Sage nach in besagter Nacht vom 16. zum 17. März 1278 dadurch geschah, dass ein Schmied ihn und seine Söhne erschlug. Schleidens bedeutendstes Historienwerk war eine Zeit lang verschollen und wurde erst Anfang der 1930er Jahre durch Felix Kuetgens bei einem Kunstfreund wiederentdeckt. Das Gemälde war stark nachgedunkelt.
Seit spätestens 1931 gehören die beiden Selbstbildnisse der Künstlerfreunde Schleiden und Heinrich Franz Carl Billotte zu den Kunstwerken des Suermondt-Museums in Aachen.
Um 1830 porträtierte Schleiden die Frankenburg und restaurierte das Gemälde Die Grablegung Christi von Gerrit van Honthorst aus dem Jahr 1632, das als Hochaltarbild in der Aachener St. Michael-Kirche seinen Platz hatte.
Im Jahr 1846 restaurierte Schleiden für das Aachener Rathaus das Porträt Karls des Großen.

## Werke

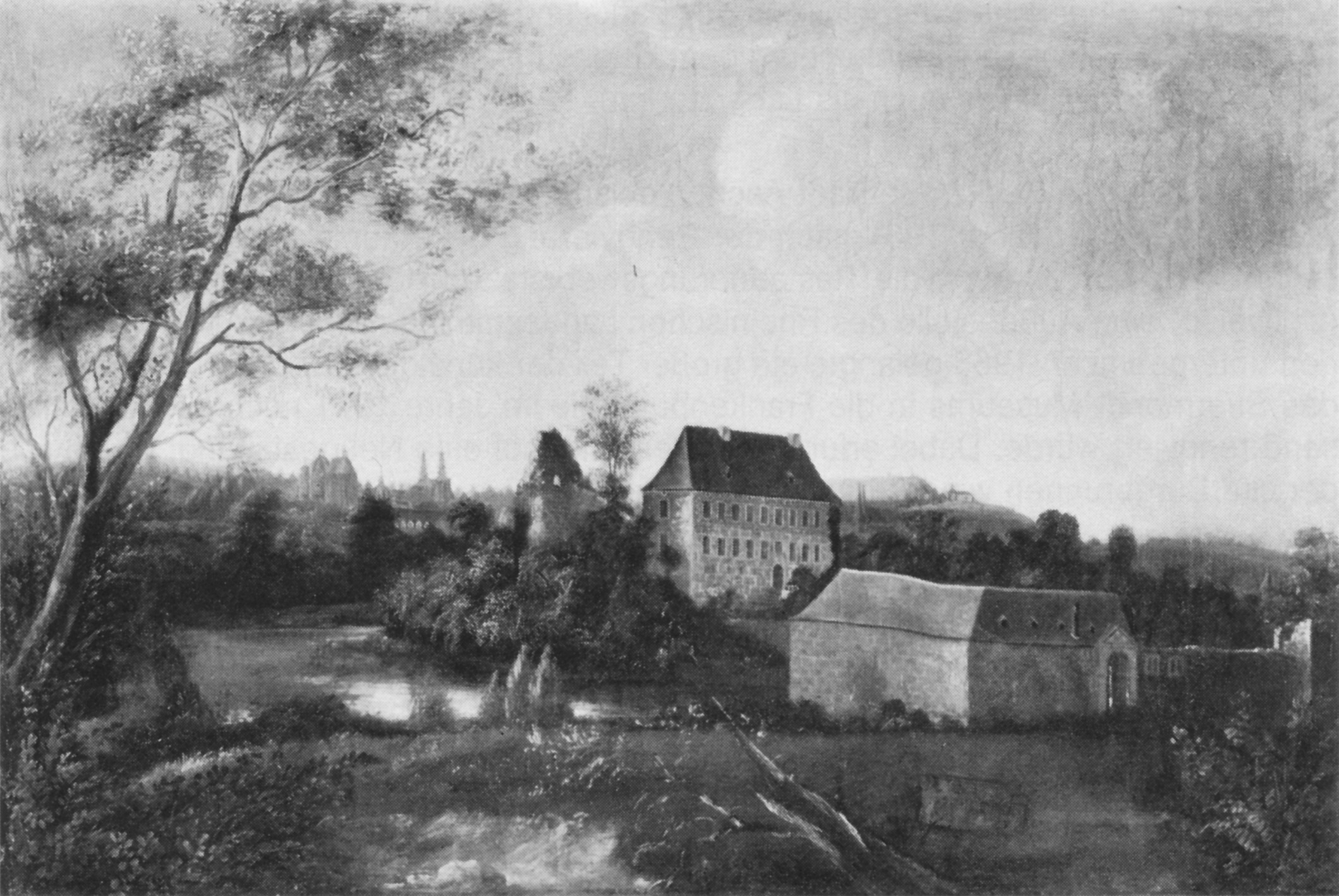
Die Frankenburg, um 1830

- um 1830: Frankenburg, Ölbild auf Holz, 22×24 cm
- Selbstporträt, Suermondt-Ludwig Museum, Aachen
- Die Aachener Gertrudisnacht, Suermondt-Ludwig-Museum[4]